# Renato Cunha Valle
Renato Cunha Valle (Rio de Janeiro, 1944. december 5. –) brazil válogatott labdarúgókapus.

## Pályafutása

### Klubcsapatban
Pályafutása nagyobb részét a Flamengo, az Atlético Mineiro, a Fluminense, és a Bahia csapataiban töltötte. A brazil és a Mineiro állami bajnokságot az Atlético Mineiro, a Carioca állami bajnokságot egy alkalommal a Flamengo és két alkalommal a Fluminense, a Baiano állami bajnokságot pedig három alkalommal a Bahia színeiben nyerte meg.

### A válogatottban
1973 és 1974 között 2 alkalommal szerepelt a brazil válogatottban. Részt vett az 1974-es világbajnokságon.

## Sikerei, díjai
Atlético Mineiro
- Mineiro bajnok (1): 1970
- Brazil bajnok (1): 1971

Flamengo
- Carioca bajnok (1): 1972

Fluminense
- Carioca bajnok (2): 1975, 1976

Bahia
- Baiano bajnok (3): 1979, 1981, 1982

## Külső hivatkozások
- Renato Cunha Valle adatlapja a National-Football-Teams.com oldalon (angolul)

- César Maluco (portugál nyelven). SambaFoot.com